# Kostel Nanebevzetí Panny Marie (Bratislava)
Kostel Nanebevzetí Panny Marie nazývaný i Kostel kanonistek Notre Dame v Bratislavě je součástí komplexu kláštera a školy kanonistek Notre Dame v městské části Bratislava-Staré Město, nedaleko budovy Opery Slovenského národního divadla.

## Dějiny
Kostel byl postaven jako poslední v rámci stavby komplexu kláštera. Celou stavbu financovala hraběnka O'Neillová, která náhle zemřela a stavba se ocitla bez investora. Kostel byl proto dokončen v roce 1754 pouze s nezbytnými úpravami. Sanktuárium původního kostela tvoří celou hlavní loď současného kostela. První mše svatá byla slavena 28. srpna 1760.